# Josep de Delàs i Urgarte
Josep Manuel de Delàs i Ugarte, també conegut com a Pepo Delàs (Barcelona, 1942 - Girona, 13 de febrer de 1999) va ser un militar, activista social i pacifista català.
Format a l'Acadèmia General Militar, va promoure des de dins, la regeneració de l'exèrcit espanyol sota el règim franquista, participant en la creació clandestina de la Unió Militar Democràtica. Es va autoexiliar un temps a França, on, encara com a militar, va tenir un paper actiu en la campanya del Referèndum sobre la permanència d'Espanya a l'OTAN. L'any 1985, amb el grau de tinent coronel, va passar a la reserva i va prendre l'opció de dedicar-se a lluitar per les causes de la pau des de les organitzacions socials de base. A finals de la dècada de 1980, ell i la seva família es van instal·lar definitivament a Girona.
Va estar vinculat a Justícia i Pau des de la seva arribada a Girona fins a la seva mort, sent-ne el director des de començaments de 1989 fins al 1995. Va participar activament en diferents campanyes pacifistes, com ara la campanya contra el comerç d'armes (C3A), les mobilitzacions contra la guerra del Golf (1990), els actes a favor de la pau i en contra de la xenofòbia en la guerra dels Balcans (1991-92) i els de l'any 1994 contra el genocidi de Rwanda i l'oblit d'Àfrica. Va prendre part en la campanya del 0,7% (1995) i també en la d'objecció fiscal (1996). El compromís de Delàs amb l'activisme social i la defensa de la pau, el va portar a col·laborar amb altres i molt diverses associacions, com ara la Coordinadora d'ONG Solidàries, l'Ateneu Juvenil i Naturalista, del qual fou promotor, l'Associació Comunitària AntiSida (ACAS) de les comarques gironines, de la qual fou fundador, la Fundació Ser.gi, de la qual va ser vicepresident del patronat i director de l'entitat entre els anys 1992 i 1999. També va ser membre del col·lectiu de les planes de Solidaritat i Cooperació del diari El Punt i de la revista Presència. Va morir tres dies abans del 24è aniversari de la constitució de Justícia i Pau Girona. Amb arrels familiars a la Garrotxa, va ser enterrat a Sant Esteve d'en Bas.
La vigència del seu pensament l'ha recollit el Centre Delàs d'Estudis per la Pau, que duu el seu nom. Vinculat a Justicia i Pau, aquest centre va ser creat el 1999 inspirat en la lluita de Pepo Delàs a favor del desarmament i l'erradicació de la guerra, al costat d'altres lluitadors destacats com Arcadi Oliveres o Joan Gomis i Sanahuja, també membres de Justícia i Pau. El Centre Delàs d'Estudis per la Pau és un centre d'investigació i documentació sobre temes relacionats amb el desarmament i l'economia de defensa, que te com a objectiu sensibilitzar sobre els efectes perversos de les armes i el militarisme.